# Mittelriede
Die Mittelriede ist ein etwa sechs Kilometer langer künstlicher Bachabzweig der Wabe im heutigen Stadtgebiet von Braunschweig, der überwiegend parallel zur Wabe fließt und bei Querum in die Schunter mündet.

## Geographie

### Verlauf
Der Bach zweigt am Schöppenstedter Turm in der Nähe von Klein Schöppenstedt als Nebenarm bzw. Hochwasserentlaster der Wabe ab. Er fließt durch Riddagshausen und mündet schließlich bei Querum, 400 m unterhalb der Wabe, in die Schunter. Im Bereich von Riddagshausen bestehen mehrere Verbindungen zur Wabe und zu den verschiedenen Fischteichen. Seit 2009 ist im Gebiet zwischen der Bundesstraße 1 und der Bahnstrecke Braunschweig–Magdeburg ein umfangreiches Renaturierungsgebiet angelegt worden, in dem von der Wabe ein weiteres Nebengewässer abgeleitet wurde und mäandrierend durch flache Feuchtgebiete verläuft (Neue Mittelriede, GKZ 4828922). Im Bereich der Teiche Lagesteich und Spitzer Teich und des Klosters Riddagshausen verläuft ein weiterer Nebenarm der Wabe namens Alte Mittelriede (GKZ 4828924), der südlich des Ortskerns von Riddagshausen fließt und an der Straßenbrücke Ebertallee in die Mittelriede mündet.
Weiter flussabwärts wurde im Zuge eines 2006 und 2008 aufgestellten umfangreichen Maßnahmenpakets der Stadt Braunschweig die Struktur entlang des Tafelmakerwegs zwischen Riddagshausen und Gliesmarode durch Aufweitungen, Umleitungen und das Einbringen von Hindernissen verbessert. Gleichzeitig wurden Aufwallungen zum Hochwasserschutz der benachbarten Gartengrundstücke angelegt und durch Mulden der Verlauf des ehemaligen Stichkanals zum Nußberg markiert.
Auf Höhe der Ottenroder Straße sind ebenfalls Renaturierungsmaßnahmen in Form von Überschwemmungsgebieten und Uferumgestaltungen durchgeführt worden. Im Übrigen verläuft die Mittelriede geradlinig und wurde in ihrer Struktur als „unbefriedigend“ eingestuft.

### Nebenflüsse
Im Zuge der Umgestaltung von Wabe und Mittelriede nördlich des Schöppenstedter Turms wurde die Einleitung des Mönchteichgrabens bzw. des Abflusses Kauleteich von der Wabe nach Westen zur Neuen Mittelriede bzw. zur Mittelriede verlegt. Weitere Zuflüsse sind Ableitungen aus den Riddagshäuser Teichen Spitzer Teich und Lagesteich beim Klostergut, Querverbindungen zur Wabe wie die Alte Mittelriede und die Überleitung von Fischergraben und Weddeler Graben am Gänsekamp.

## Geschichte

### Entwässerungsgraben
Aufgrund des parallelen Verlaufes zur Wabe wird angenommen, dass es sich bei der Mittelriede um ein im Frühmittelalter künstlich angelegtes Gewässer handelt. Sie wurde vermutlich von den Mönchen des Klosters Riddagshausen zur Be- und Entwässerung der Riddagshausener Fischteiche angelegt. Als Entstehungszeitraum wird hierbei das 12. bis 13. Jahrhundert angesetzt.

### Landwehr
Im 14. und 15. Jahrhundert erfolgte der teilweise Umbau im Rahmen der Braunschweiger Landwehr. In einer Karte von 1730 wird die Mittelriede auch explizit als Landwehr bezeichnet und ist neben der Wabe und zwei weiteren parallel verlaufenden Gräben beschrieben. Errichtet wurde die Braunschweiger Landwehr zwischen 1384 und 1416 und bestand aus drei bis vier Gräben und bepflanzten Wällen. Im Norden erfüllten die Schunterauen diese Funktion auf natürliche Weise. Im Osten bog die Landwehr am Butterberg nach Süden ab und folgte der Mittelriede. Die Befestigungen wurden erst im 18. Jahrhundert endgültig abgetragen.

### Schunterkanal

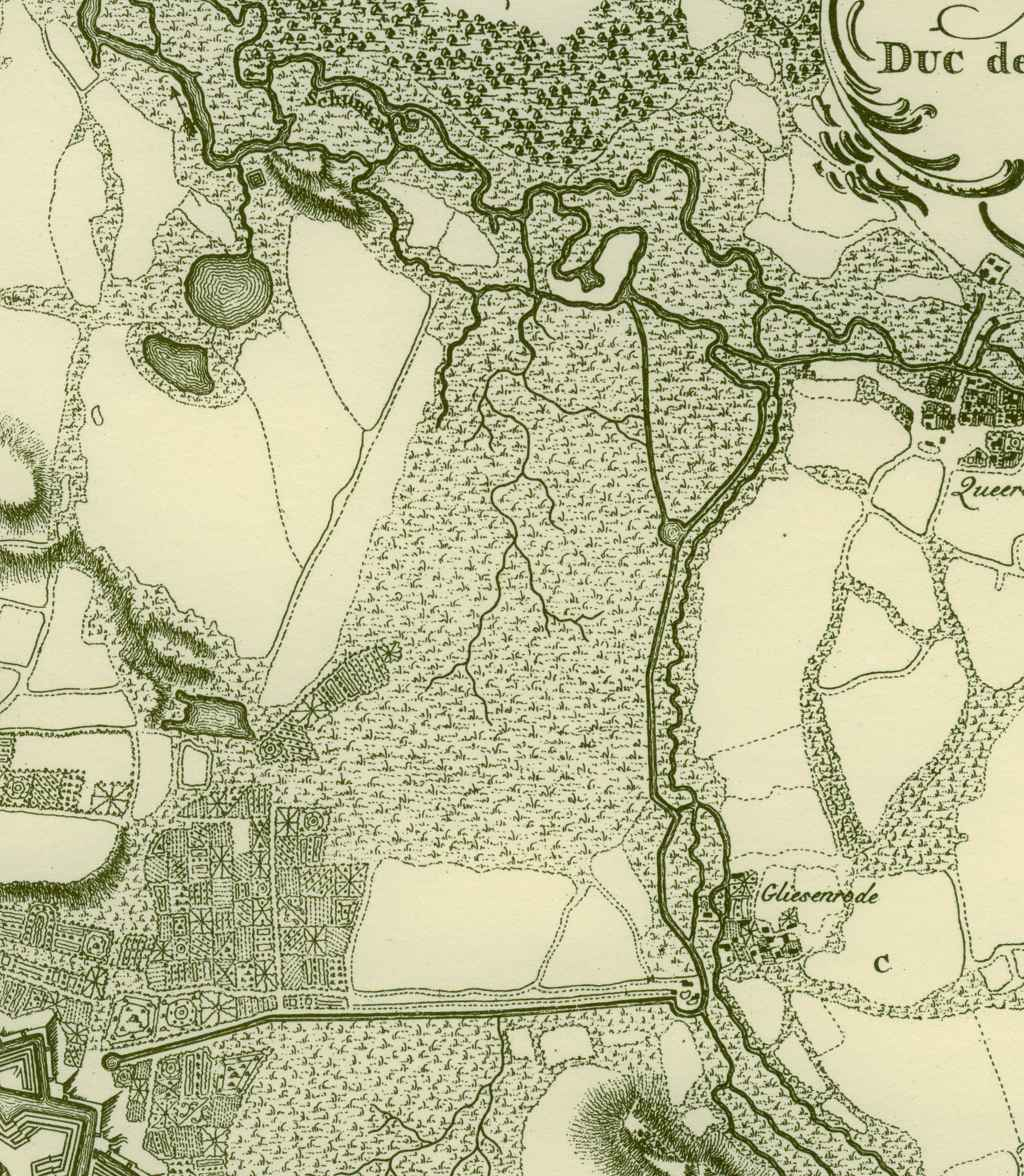
Der Schunterkanal bei Braunschweig im Jahr 1761

Nachdem die Mittelriede mit Ende des Mittelalters ihren Nutzen als Landwehr verloren hatte, wurde um 1750 mit dem Ausbau zum Schunterkanal begonnen. Braunschweig verfügte bereits über mehrere Häfen, zumeist an der Oker, und war so über die Aller und Weser mit der Nordsee verbunden. Durch die rasch steigende Bevölkerungszahl war jedoch auch ein großer Bedarf an Holz und Steinen aus dem Umland entstanden. Während Brennholz aus dem direkten Umland in die Stadt gelangte, wurden Bauholz und Kalkstein aus dem Elm beschafft. Für den Transport wurde die Schunter zum Massengütertransportweg ausgebaut. Ein Problem ergab sich jedoch aus der Tatsache, dass die bisherigen Häfen alle an der Oker lagen. Der Transport hätte über die seichte Schuntermündung bei Walle und danach mehrere Kilometer stromaufwärts über die Oker erfolgen müssen.
Um dies zu vermeiden, entschied man sich, den alten Landwehrgraben Mittelriede auszubauen. Dabei wurde die alte Mittelriede bis auf Höhe des Gliesmaroder Turms ausgebaut. Von hier aus wurde ein Verbindungskanal zur Oker errichtet, der in westlicher Richtung zwischen den heutigen Straßenzügen von Gliesmaroder Straße und Karlstraße verlief und die Oker am Fallersleber Tor auf dem Gelände des heutigen Botanischen Gartens erreichte. Sein Wasser erhielt der mit etwa 1,80 m Tiefe und 9 bis 15 m Breite ausgebaute Kanal von Mittelriede und Wabe. Dazu wurde das Wasser der Mittelriede zwischen Gliesmaroder Turm und Schunter mittels einer 18 m langen und 6 m breiten Schleuse aufgestaut. Die Bauzeit dauerte von 1747 bis 1750. Bereits 1788 wurde der Betrieb weitgehend eingestellt, und der Kanal verlandete.

### Namensherkunft
Der Name enthält die im Braunschweiger Raum weit verbreitete Endung -riede für Bach oder Wasserlauf. Im Braunschweiger Stadtgebiet gibt es außer der Mittelriede noch eine Kleine Mittelriede beim Raffteich. Der Namensanfang Mittel- lässt sich aus der Lage zwischen zwei Flurstücken bzw. als Grenzbach deuten. Der Verlauf der Landwehr deutet darauf hin.

## Flora und Fauna

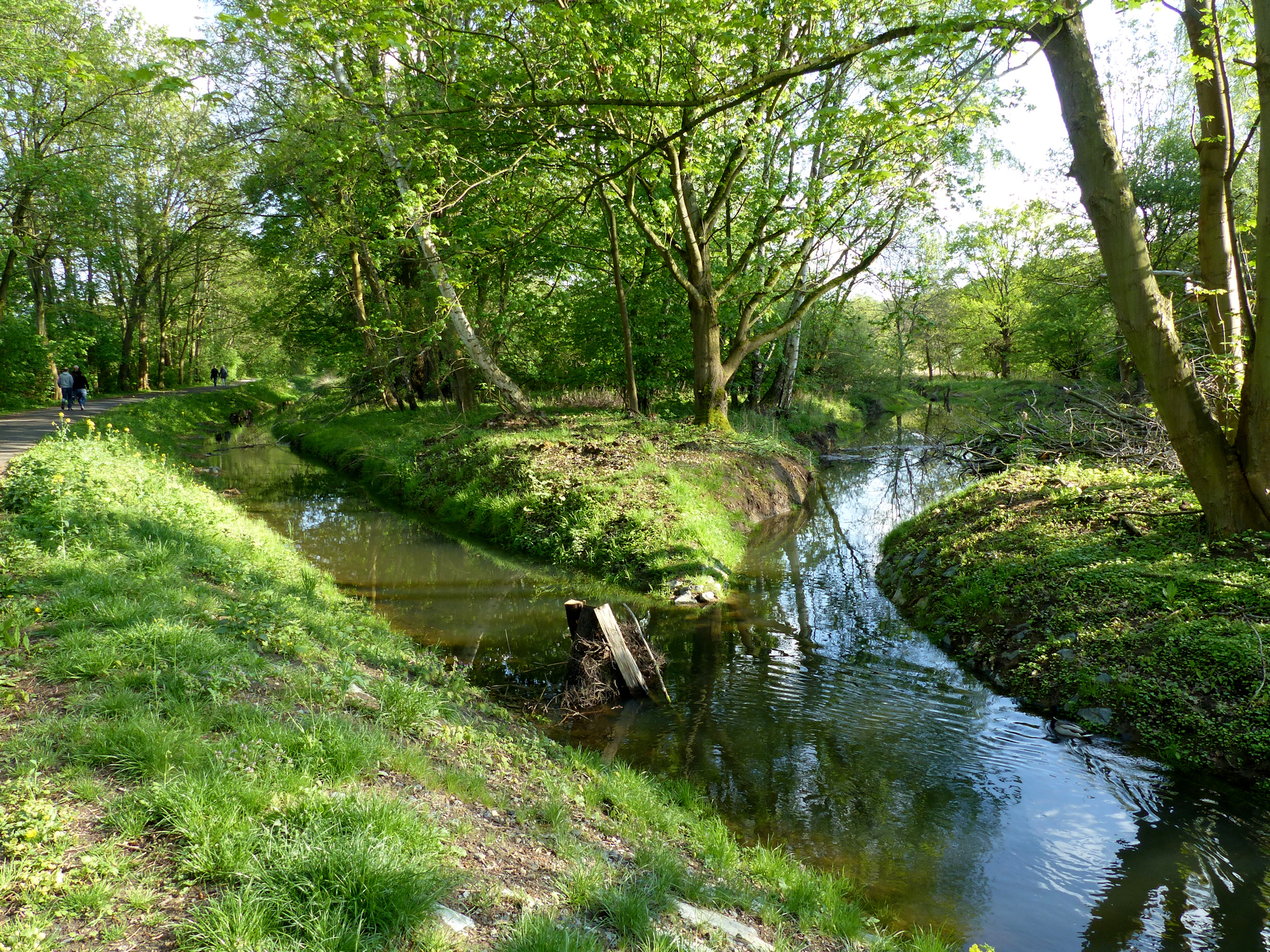
Renaturierter Verlauf der Mittelriede am Tafelmakerweg, 2019

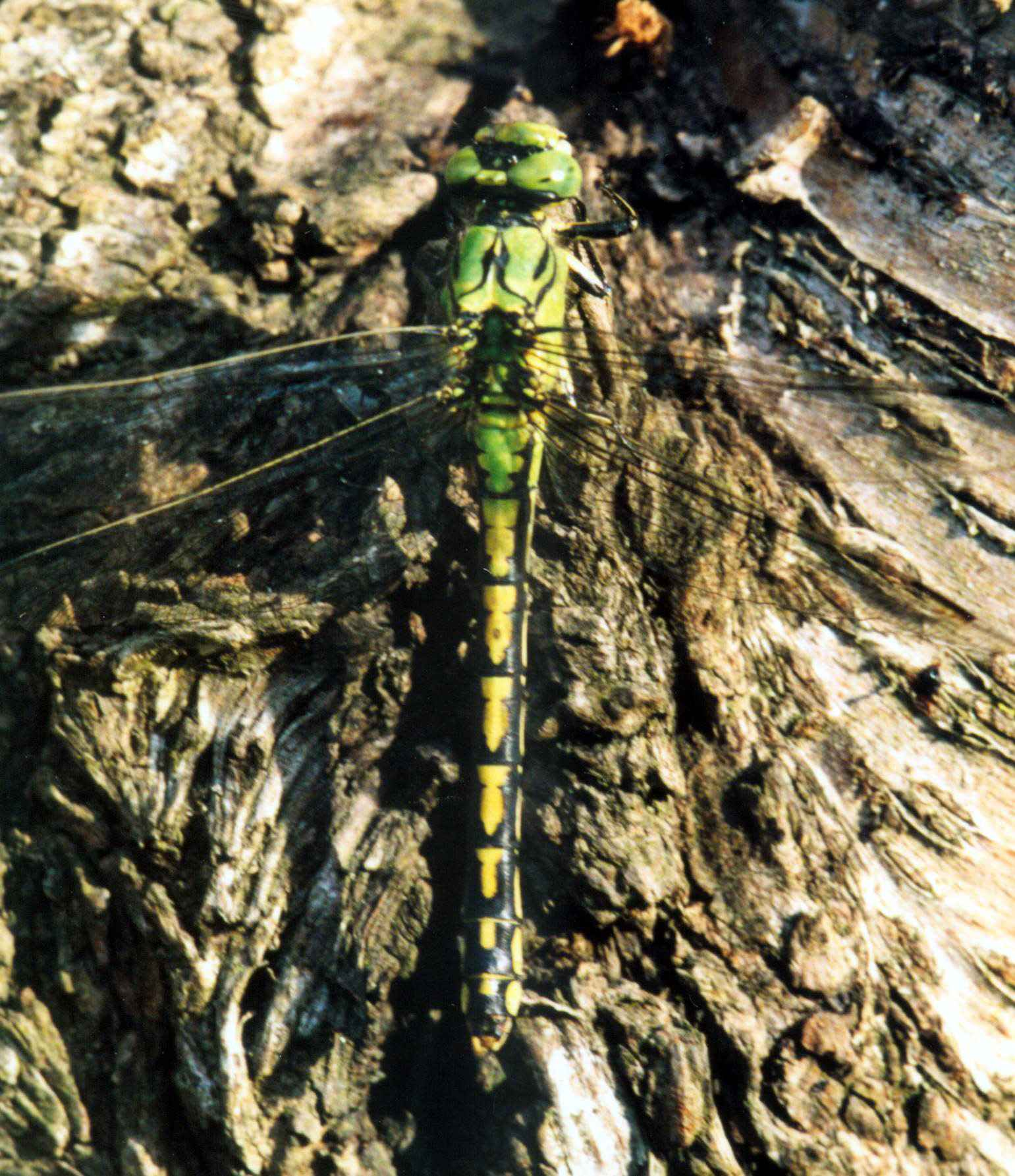
Grüne Flussjungfer

Entsprechend ihrer heutigen Funktion als Hochwasserentlaster der Wabe ist die Mittelriede ausgebaut und befestigt worden. Der Bach fließt überwiegend durch Ackerland und Wiesen, die jedoch stark durch die urbane Bebauung der Großstadt begrenzt werden. Nur in wenigen Abschnitten ist die Mittelriede durch Bäume beschattet, so dass der Bach im Sommer stark verkrautet.
Der Gewässergrund besteht vor allem aus feinem Sand und einem sehr geringen Anteil aus Kies, an strömungsarmen Stellen auch aus Faulschlamm. Der Gewässergütebericht des Landes Niedersachsen aus dem Jahr 2000 stuft den gesamten Verlauf der Mittelriede als mäßig belastet (Güteklasse II) ein. Diese Bewertung wurde 2011 bestätigt, wobei die Qualität in den einzelnen Abschnitten weitestgehend gleich bleibt.
Durch den begradigten Verlauf der Mittelriede ist die Strömungsgeschwindigkeit verhältnismäßig hoch, wodurch 2/3 der zu findenden Organismen typische Fließwasserbewohner sind. Trotz der nur wenigen beruhigten Zonen konnten sich aber auch eine Reihe von Stillwasserorganismen ansiedeln. Insgesamt finden sich 6 Tierarten, die auf der Roten Liste des Landes Niedersachsen geführt werden:
- 2 Arten von Eintagsfliegen
- zwei Arten Schmalwasserkäfer
- die Gebänderte Prachtlibelle
- die Grüne Flussjungfer